# Siffari
Siffari är en ort i Mexiko, tillhörande kommunen Jocotitlán i den nordvästra delen av delstaten Mexiko. Orten hade 444 invånare vid folkräkningen 2010.